# Hassan (miasto)
Hassan (Kannada: ಹಾಸನ) – miasto i zarazem stolica dystryktu Hassan w indyjskim stanie Karnataka, położonym 934 m nad poziomem morza.